# TP-82
TP-82（ロシア語: ТП-82）は、ソビエト連邦の宇宙飛行士達が携行していた着陸後のサバイバル用の銃で、1丁の銃で小銃弾と散弾の2種類の弾薬を使用できる複合火器（コンビネーションガン）である。

## 概要
この銃は、宇宙飛行士がシベリアの原野に着陸した後、救助されるまでのサバイバル用装備 СОНАЗの一部として用いられることが想定されていた。
本銃は狩猟用途や野生動物に対する自衛、また発光・音響などの遭難信号用に使われる。付属の鉈（後述）は道を切り開いたり、薪やシェルターになる木材を調達するためにも使用される。
基本的な構造は中折式の機構を持つ単発銃であり、上部にある2本の滑腔銃身は12.5✕70 mm の弾薬（32ゲージ散弾）を使用し、また下部の施条銃身は5.45✕39 mm 弾を用いる。取り外し可能な銃床は逆三角形の刀身を持つ鉈になっており、使用時以外は帆布製の鞘が被せられている。
1986年から2006年までソビエト連邦とロシアの宇宙任務ではTP-82が標準携行された。これらはソユーズ計画で使われた携行緊急サバイバルキット（Носимый аварийный запас、「Nosimyi Avariynyi Zapas」、NAZ）の装備の一つであった。2007年の報道によると、TP-82用に残されていた弾薬が使用不可能となったことから、標準緊急装備から銃の装備が外された。

## 歴史
ソビエト連邦の宇宙飛行士は本銃の開発以前は通常の拳銃であるマカロフ PMを装備していたが、ボスホート2号の乗組員が着陸後の2日間タイガで救助されるまでの際に十分な性能を発揮できなかったことから開発された。
1979年に技術的な課題がまとめられ、トゥーラ造兵廠によって開発が着手された。当初3種類の案があったが、再突入カプセルに載せられる重量とサイズの関係で自動装填式滑腔銃は即座に却下された。1980年、回転式(リボルバー)と中折式三銃身ピストルの試作品のうち三銃身ピストルが選ばれ、1982年に基本形が完成し特許が取得された。
銃本体の開発と並行して、TsNIITochMashでさまざまな弾薬が研究調査された。最終的に3種類の弾（SN-S、SN-D、SN-P）が開発された。
1983–85年にかけて、さまざまな環境試験・性能試験が行われた。環境試験は、砂漠、極北、背の高い森、海で、それぞれ夏と冬の環境で行われた。そして、あらゆる動作条件でも高い信頼性と有効性を示し合格した。1986年に「TP-82（ロシア語: ТП-82」の名称で制式化され、同年の歴史上初の宇宙飛行士ユーリイ・ガガーリンの飛行25周年に際して一般に初公開された。1988年、TP-82を含む緊急小火器装備（СОНАЗ）はソユーズTM-7に搭載され、初めて宇宙に持ち込まれた。
TP-82は90年代の初めまでに合計で約100丁が生産された。2007年以降は弾薬の消費期限の関係で使用できなくなり、鉈として用いる銃床部以外の持ち込みは行われていない。しかし、2019年にロシアの国営宇宙開発企業ロスコスモスは、打ち上げ場所をロシア極東のボストチヌイ宇宙基地にする方針から、野生動物から身を守る必要が生じた際に使用可能な銃の試験を行っていると発表した。
現役から外されたTP-82は、トゥーラ州立武器博物館、砲兵・工兵・通信部隊軍事歴史博物館、クレムリン博物館などに展示されている。

## 性能
- 動作温度範囲: -50 ℃ - +50 ℃
- 湿度:  制限なし
- 環境:  雨、猛吹雪などの状況でも使用可能。
- その他: 宇宙空間・打ち上げ・降下を経ても性能の低下は起きない。

テストの成果
- 滑腔銃身から：ノウサギ、キツネ、ヤマウズラ、ハト、キジ、カモメ、アヒル、ガチョウ、ライチョウなどが狩れた。
- ライフル銃身から：ヘラジカ、イノシシ、ヤギ、ガゼル、サイガなど、最大200 kgの獣が狩れた。
- 信号弾は、期待される基準を十分に達成した。

弾
- SN-S：12.5 mm 信号弾。 8 - 11秒間赤く発光する。（СОНАЗには10発を携帯）
- SN-D：12.5 mm 散弾。有効最大射程 40 m（СОНАЗには10発を携帯）
- SN-P：5.45 mm ハンティングカートリッジ。有効最大射程 200 m（СОНАЗには11発を携帯）

## 派生型
派生型として、Вепрь-1（ヴェプリ1）、Вепрь-2（ヴェプリ2）がある。"Вепрь"とは“イノシシ”の意味である。
従来、敵の支配領域で撃墜された空軍パイロット用としてはAKS-74Uやスチェッキン・マシンピストルなどが装備されていた。しかし、敵に見つからないように静かに食料を調達するには短時間の連射、もしくは一発で仕留める能力が求められた。その結果、TP-82の設計を基にした複合火器である『ヴェプリ1』と『ヴェプリ2』が開発された。しかし、アフガニスタン侵攻以後、需要は低下しており、民間で販売するにも法律による規制がかかったモデルは見劣りしており商業的な成功はなかった。

## その他
- アメリカ合衆国の宇宙船は、太平洋上に着水していたことから、野生動物などの危険は考慮されず、ボートや位置情報を知らせるビーコンなどが用意されていた。

- フラッシュライト付きレーザーガン（ロシア語版） - 1970-80年代に宇宙空間で反動無しで相手の光学機器や目にダメージを与える非殺傷兵器として試作された。軍縮の流れによってプロジェクトは終了した。
- 64式手槍（中国語版） - ワルサーPPKの中国製コピーを改良したもの。中国初の宇宙飛行士楊利偉が2007年8月13日の神舟5号着陸後の自衛用に装備したもので、「救生自卫手枪」（救命自衛拳銃）と呼称された。